# Самый ценный игрок плей-офф АБА

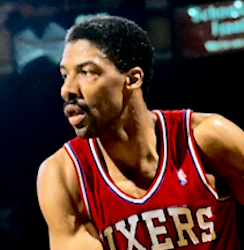
Джулиус Ирвинг выигрывал эту награду дважды в 1974 и 1976 годах.

Самый ценный игрок плей-офф АБА (англ. ABA Playoffs Most Valuable Player Award) — титул ежегодно присуждаемый самому ценному игроку Американской баскетбольной ассоциации по итогам игр плей-офф. Впервые эта награда была вручена в 1968 году, а после объединения АБА и НБА была упразднена.
Первым игроком, завоевавшим эту награду стал Конни Хокинс из клуба «Питтсбург Пайперс». Во всех случаях, игрок завоёвывавший титул MVP выступал за команду, которая выигрывала чемпионат АБА. Джулиус Ирвинг, лидер «Нью-Йорк Нетс» — единственный игрок, получавший этот титул дважды.

## Победители
| *         | Включены в Зал славы баскетбола |
| Игрок (X) | Количество титулов MVP плей-офф |

| Год  | Игрок               | Позиция           | Команда           | Примечания |
| ---- | ------------------- | ----------------- | ----------------- | ---------- |
| 1968 | Конни Хокинс*       | Форвард/Центровой | Питтсбург Пайперс | [ 1 ]      |
| 1969 | Уоррен Джебали      | Защитник/Форвард  | Окленд Окс        | [ 2 ]      |
| 1970 | Роджер Браун*       | Форвард/Защитник  | Индиана Пэйсерс   | [ 3 ]      |
| 1971 | Зелмо Бити*         | Центровой         | Юта Старз         | [ 4 ]      |
| 1972 | Фредди Льюис        | Защитник          | Индиана Пэйсерс   | [ 5 ]      |
| 1973 | Джордж Макгиннис*   | Форвард/Центровой | Индиана Пэйсерс   | [ 6 ]      |
| 1974 | Джулиус Ирвинг*     | Форвард           | Нью-Йорк Нетс     | [ 7 ]      |
| 1975 | Артис Гилмор*       | Центровой         | Кентукки Колонелс | [ 8 ]      |
| 1976 | Джулиус Ирвинг* (2) | Форвард           | Нью-Йорк Нетс     | [ 7 ]      |